# Чернељонс (Удине)
Чернељонс је насеље у Италији у округу Удине, региону Фурланија-Јулијска крајина.
Према процени из 2011. у насељу је живело 647 становника. Насеље се налази на надморској висини од 97 м.